# Alcalá de Henares
Alcalá de Henares város Spanyolországban, Madridtól 35 km-re északkeletre. Madrid autonóm közösségben fekszik, 200702 fős népességével annak második legnépesebb városa a főváros után. Az ország egyik legrégebbi püspöki székhelye; belvárosa a Világörökség része. Általában egyszerűen Alcalának nevezik, de gyakran hozzáteszik az Henares folyóra utaló de Henarest is, megkülönböztetendő az országban található tucatnyi másik Alcalától.

## Történelem
A város területe a kőrézkor óta lakott. A rómaiak a Kr. e. 1. században hódították meg, és építették fel Complutum nevű városukat a meglévő, Iplacea nevű keltibér település mellett. Ez volt a mai Madrid környékének egyetlen római városa; 10 000 lakosával municipium volt, így önkormányzattal rendelkezett. A Római Birodalom széthullása után, a vizigótok alatt hanyatlásnak indult.

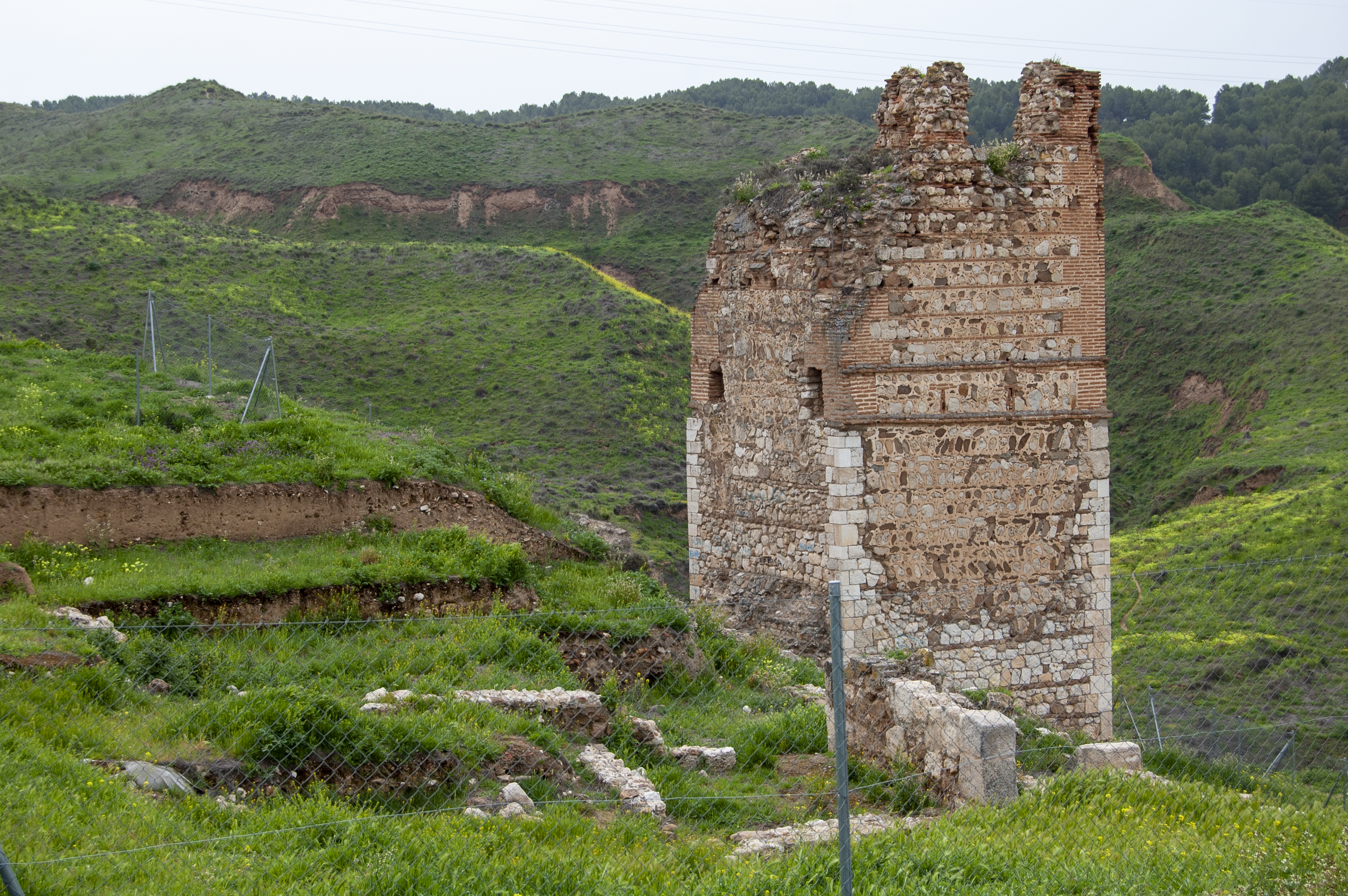
Alcalá la Vieja régi várának tornya

711-ben a mórok leigázták a vizigót várost, és egy közeli dombon al-qal'a (fellegvár) néven felépítették a sajátjukat, amely ma Alcalá la Vieja (Régi Alcalá) néven ismert. 1118. május 3-án foglalta vissza a toledói érsek a Kasztíliai Királyság nevében. Ezt követően a város az eredeti római helyen épült újra, az arab várost felhagyták. A rekonkviszta végéig a városnak mór és zsidó negyede is volt, és híres piachely volt. Központi elhelyezkedése miatt a kasztíliai királyok gyakran szálltak meg itt, ha délnek utaztak.
Az 1480-as években Kolumbusz Kristóf itt találkozott először I. Izabella kasztíliai királynővel és II. Ferdinánd aragóniai királlyal, akik később az Amerika felfedezésével végződő expedícióját finanszírozták.
A spanyol polgárháborúban súlyos károkat szenvedett.

## Személyek
- Itt hunyt el I. János kasztíliai király (1358–1390)
- Itt született Aragóniai Katalin angol királyné (1485–1536)
- Itt született I. Ferdinánd magyar király (1503–1564)
- Itt született Miguel de Cervantes (1547–1616) író, költő
- Itt született Manuel Azaña (1880–1940) politikus, író

## Testvérvárosok
- Gyulafehérvár, Románia
- Lublin, Lengyelország
- San Diego, Amerikai Egyesült Államok

## Fordítás
- Ez a szócikk részben vagy egészben az Alcalá de Henares című angol Wikipédia-szócikk ezen változatának fordításán alapul.  Az eredeti cikk szerkesztőit annak laptörténete sorolja fel. Ez a jelzés csupán a megfogalmazás eredetét és a szerzői jogokat jelzi, nem szolgál a cikkben szereplő információk forrásmegjelöléseként.